# Марджори Прайм
«Марджори Прайм» (англ. Marjorie Prime) — американский научно-фантастический фильм Майкла Алмерейды, основанный на одноимённой пьесе Джордана Харрисона. Главные роли исполнили Джон Хэмм, Тим Роббинс, Джина Дэвис и Лоис Смит. Кадры были показаны на 66-м Берлинском кинофестивале. Премьера состоялась в январе 2017 года в кинофестиваль «Сандэнс».

## Сюжет
Главной героиней фильма является немолодая и страдающая артритом бывшая скрипачка Марджори, у который начинаются провалы в памяти. Не желая смириться с потерей мужа, Марджори обзаводится голограммой, досконально похожей на более молодую версию своего супруга, и пытается жить счастливо в обществе ненастоящего мужа и настоящей дочери и зятя.

## В ролях
| Актёр           | Роль                      |
| --------------- | ------------------------- |
| Джина Дэвис     | Тесс                      |
| Джон Хэмм       | Уолтер                    |
| Тим Роббинс     | Джон                      |
| Лоис Смит       | Марджори                  |
| Стефани Андухар | Джули                     |
| Лесли Лайлс     | Г-жа Сальвесон            |
| Билл Уолтерс    | Джон в 75 лет             |
| Адзуми Тсутсуи  | 19-летняя внучка Марджори |

## Критика
Фильм получил признание кинокритиков. На сайте Rotten Tomatoes фильм имеет рейтинг 89 % на основе 76 рецензий со средним баллом 7,5 из 10. На сайте Metacritic фильм имеет оценку 82 из 100 на основе 27 рецензий критиков, что соответствует статусу «всеобщее признание».

## Награды и номинации
| Награда                        | Год  | Номинация                         | Номинант  | Результат | Прим. |
| ------------------------------ | ---- | --------------------------------- | --------- | --------- | ----- |
| Gotham Independent Film Awards | 2017 | Лучшая актриса                    | Лоис Смит | Номинация | [ 6 ] |
| Независимый дух                | 2018 | Лучшая женская роль второго плана | Лоис Смит | Ожидается | [ 7 ] |
| Премия «Спутник»               | 2018 | Лучшая актриса второго плана      | Лоис Смит | Ожидается | [ 8 ] |